# ІТ45
ІТ45 або СУ-ІТ-45 — радянська експериментальна САУ, що так і не була застосована у Німецько-радянській війні.

## Історія
На весні 1942 року почали розроблювати ІТ45, за планом Т-60 і Т-70 які приїжджали на ремонт, повинні  були перероблювати в ІТ45. ІТ45 повинен був пробивати броню у 50 міліметрів на відстані 500 метрів, але коли ІТ45 повністю розробили на папері, армія Третього Рейху вже використовувала танки з 80 міліметрами броні. Через це ІТ45 так і не почав вироблятися. Проєкт закинули восени 1943 року. 
Потім танк хотіли доробити, змінивши двигун і гармату, але через зруйновані заводи, наладити виробництво не вдалося.

## УказиРаднаркому
- «1. Мати якомога більш низький силует (бажано на рівні середнього зросту людини)
- 2. Використовувати найдешевші вузли масово вироблених легких танків, вантажних автомобілів і тракторів.
- 3. В якості силової установки мати можливість установки серійно вироблюваних автомобільних моторів, з числа добре освоєних промисловістю.
- 4. Мати можливо меншу чисельність екіпажу, не більше 3 осіб.
- 5. Мати озброєння, здатне на дистанції 500 м пробивати броню товщиною 50 мм і більше.
- 6. Броньовий захист САУ повинна забезпечувати надійний захист машини від 37-мм протитанкових гармат з лобових ракурсів на всіх дистанціях дійсного вогню. Борти і корма САУ повинні охороняти екіпаж від куль великокаліберних кулеметів, легких ПТР, а також осколків снарядів, бомб і мін. »

## World of Tanks
У 2014-2015 році в комп'ютерній грі World of Tanks була ймовірність що додадуть СУ-ІТ-45 з двома гарматами.